# Schmardaea
Schmardaea là chi thực vật thuộc Họ Xoan. Chi chứa các loài sau (danh sách có thể không đầy đủ):
- Schmardaea microphylla, (Hooker) Karsten ex C. Mueller